# Pink as the Day She Was Born
 (mars 2024).
Si vous disposez d'ouvrages ou d'articles de référence ou si vous connaissez des sites web de qualité traitant du thème abordé ici, merci de compléter l'article en donnant les références utiles à sa vérifiabilité et en les liant à la section « Notes et références ».
Pour plus de détails, voir Fiche technique et Distribution.
Pink as the Day She Was Born est un film américain réalisé par Steve Hall, sorti en 1997.

## Fiche technique
- Titre original : Pink as the Day She Was Born
- Réalisation : Steve Hall[1]
- Scénario : Linda Perry[1], Cathee Wilkins
- Directeur de la photographie : Adam Janeiro
- Montage : William Marrinson
- Production : 
  - Producteur : Brian Lutz, Linda Perry[1], S. Shane Newell, Melanie Lutz[2]
  - Producteur associée : Bradley Laven
- Société(s) de production : Global Entertainment Network Inc.
- Pays d’origine :  États-Unis
- Année : 1997
- Langue originale : anglais
- Format : couleur – 35 mm – mono
- Genre : comédie
- Durée :
- Dates de sortie :

## Distribution
- Alanna Ubach : Cherry
- Nicole Eggert : Tiffany
- Margaret Cho : Donna
- Jay R. Ferguson : Brad
- Susan Tyrrell : Lana
- Mink Stole : Vera
- Les Claypool : Stevie
- Christine Harnos : Rhonda
- Bojesse Christopher : Nick
- Andrew Shaifer : Mark
- Ogie Zulueta : Tim
- Saul Stein : Bad Baby
- Stuart D. Johnson : J.D.
- Cutter Garcia : Porn-director
- Barry G. Thomas : Garage Band Member
- Mark Turosz : Photographe